# Merishausen
Merishausen es una comuna suiza del cantón de Schaffhausen. Limita al norte con las comunas de Blumberg (GER-BW) y Bargen, al este con Tengen (GER-BW) y Büttenhardt, al sur con Schaffhausen, y al oeste con Beggingen.